# Gran Premio de Cataluña de Motociclismo de 2015
El Gran Premio de Cataluña de Motociclismo de 2015 fue la séptima prueba del Campeonato del Mundo de Motociclismo de 2015. Tuvo lugar en el fin de semana del 12 al 14 de junio de 2015 en el Circuit de Catalunya en Barcelona, España. La carrera de MotoGP fue ganada por Jorge Lorenzo, seguido de Valentino Rossi y Dani Pedrosa. Johann Zarco fue el ganador de la prueba de Moto2, por delante de Álex Rins y Esteve Rabat. La carrera de Moto3 fue ganada por Danny Kent, Enea Bastianini fue segundo y Efrén Vázquez tercero.

## Resultados

### Resultados MotoGP
| Pos.            | N.º | Piloto           | Constructor    | Vueltas | Tiempo       | Parrilla | Puntos |
| --------------- | --- | ---------------- | -------------- | ------- | ------------ | -------- | ------ |
| 1               | 99  | Jorge Lorenzo    | Yamaha         | 25      | 42:53.208    | 3        | 25     |
| 2               | 46  | Valentino Rossi  | Yamaha         | 25      | +0.885       | 7        | 20     |
| 3               | 26  | Dani Pedrosa     | Honda          | 25      | +19.455      | 6        | 16     |
| 4               | 29  | Andrea Iannone   | Ducati         | 25      | +24.925      | 12       | 13     |
| 5               | 38  | Bradley Smith    | Yamaha         | 25      | +27.782      | 8        | 11     |
| 6               | 25  | Maverick Viñales | Suzuki         | 25      | +29.559      | 2        | 10     |
| 7               | 45  | Scott Redding    | Honda          | 25      | +36.424      | 14       | 9      |
| 8               | 6   | Stefan Bradl     | Yamaha Forward | 25      | +42.103      | 15       | 8      |
| 9               | 9   | Danilo Petrucci  | Ducati         | 25      | +49.350      | 16       | 7      |
| 10              | 19  | Álvaro Bautista  | Aprilia        | 25      | +52.569      | 20       | 6      |
| 11              | 43  | Jack Miller      | Honda          | 25      | +53.666      | 21       | 5      |
| 12              | 50  | Eugene Laverty   | Honda          | 25      | +55.765      | 22       | 4      |
| 13              | 76  | Loris Baz        | Yamaha Forward | 25      | +55.832      | 19       | 3      |
| 14              | 63  | Mike Di Meglio   | Ducati         | 25      | +1:09.037    | 17       | 2      |
| 15              | 15  | Alex de Angelis  | ART            | 25      | +1:25.263    | 23       | 1      |
| 16              | 8   | Héctor Barberá   | Ducati         | 24      | +1 Vuelta    | 13       |        |
| Ret             | 41  | Aleix Espargaró  | Suzuki         | 20      | Caída        | 1        |        |
| Ret             | 69  | Nicky Hayden     | Honda          | 13      | Caída        | 18       |        |
| Ret             | 33  | Marco Melandri   | Aprilia        | 6       | Retirado     | 24       |        |
| Ret             | 4   | Andrea Dovizioso | Ducati         | 6       | Retirado     | 5        |        |
| Ret             | 44  | Pol Espargaró    | Yamaha         | 4       | Caída        | 11       |        |
| Ret             | 93  | Marc Márquez     | Honda          | 3       | Retirado     | 4        |        |
| Ret             | 35  | Cal Crutchlow    | Honda          | 3       | Retirado     | 9        |        |
| Ret             | 68  | Yonny Hernández  | Ducati         | 2       | Caída        | 10       |        |
| DNS             | 17  | Karel Abraham    | Honda          |         | No participó |          |        |
| Reporte Oficial |     |                  |                |         |              |          |        |

### Resultados Moto2
| Pos.            | N.º | Piloto              | Constructor | Vueltas | Tiempo    | Parrilla | Puntos |
| --------------- | --- | ------------------- | ----------- | ------- | --------- | -------- | ------ |
| 1               | 5   | Johann Zarco        | Kalex       | 23      | 41:15.487 | 1        | 25     |
| 2               | 40  | Álex Rins           | Kalex       | 23      | +0.426    | 7        | 20     |
| 3               | 1   | Esteve Rabat        | Kalex       | 23      | +1.115    | 3        | 16     |
| 4               | 22  | Sam Lowes           | Speed Up    | 23      | +3.914    | 5        | 13     |
| 5               | 39  | Luis Salom          | Kalex       | 23      | +7.080    | 6        | 11     |
| 6               | 12  | Thomas Lüthi        | Kalex       | 23      | +7.383    | 10       | 10     |
| 7               | 94  | Jonas Folger        | Kalex       | 23      | +8.839    | 2        | 9      |
| 8               | 21  | Franco Morbidelli   | Kalex       | 23      | +10.352   | 23       | 8      |
| 9               | 77  | Dominique Aegerter  | Kalex       | 23      | +10.638   | 4        | 7      |
| 10              | 7   | Lorenzo Baldassarri | Kalex       | 23      | +10.730   | 13       | 6      |
| 11              | 73  | Álex Márquez        | Kalex       | 23      | +11.052   | 12       | 5      |
| 12              | 36  | Mika Kallio         | Kalex       | 23      | +16.338   | 22       | 4      |
| 13              | 3   | Simone Corsi        | Kalex       | 23      | +16.649   | 8        | 3      |
| 14              | 55  | Hafizh Syahrin      | Kalex       | 23      | +19.584   | 19       | 2      |
| 15              | 60  | Julián Simón        | Speed Up    | 23      | +19.657   | 15       | 1      |
| 16              | 23  | Marcel Schrötter    | Tech 3      | 23      | +19.966   | 16       |        |
| 17              | 57  | Edgar Pons          | Kalex       | 23      | +27.233   | 21       |        |
| 18              | 4   | Randy Krummenacher  | Kalex       | 23      | +30.281   | 18       |        |
| 19              | 25  | Azlan Shah          | Kalex       | 23      | +30.344   | 17       |        |
| 20              | 30  | Takaaki Nakagami    | Kalex       | 23      | +39.906   | 25       |        |
| 21              | 66  | Florian Alt         | Suter       | 23      | +43.463   | 28       |        |
| 22              | 95  | Anthony West        | Speed Up    | 23      | +43.641   | 27       |        |
| 23              | 96  | Louis Rossi         | Tech 3      | 23      | +44.849   | 26       |        |
| 24              | 2   | Jesko Raffin        | Kalex       | 23      | +48.202   | 31       |        |
| 25              | 10  | Thitipong Warokorn  | Kalex       | 23      | +1:01.457 | 29       |        |
| 26              | 93  | Ramdan Rosli        | Kalex       | 23      | +1:07.876 | 32       |        |
| Ret             | 88  | Ricard Cardús       | Tech 3      | 17      | Caída     | 30       |        |
| Ret             | 15  | Ratthapark Wilairot | Suter       | 9       | Caída     | 24       |        |
| Ret             | 70  | Robin Mulhauser     | Kalex       | 7       | Caída     | 20       |        |
| Ret             | 11  | Sandro Cortese      | Kalex       | 0       | Caída     | 9        |        |
| Ret             | 49  | Axel Pons           | Kalex       | 0       | Caída     | 11       |        |
| Ret             | 19  | Xavier Siméon       | Kalex       | 0       | Caída     | 14       |        |
| Reporte Oficial |     |                     |             |         |           |          |        |

### Resultados Moto3
| Pos.            | N.º | Piloto                 | Constructor | Vueltas | Tiempo    | Parrilla | Puntos |
| --------------- | --- | ---------------------- | ----------- | ------- | --------- | -------- | ------ |
| 1               | 52  | Danny Kent             | Honda       | 22      | 40:59.419 | 2        | 25     |
| 2               | 33  | Enea Bastianini        | Honda       | 22      | +0.035    | 1        | 20     |
| 3               | 7   | Efrén Vázquez          | Honda       | 22      | +0.600    | 6        | 16     |
| 4               | 23  | Niccolò Antonelli      | Honda       | 22      | +0.687    | 4        | 13     |
| 5               | 44  | Miguel Oliveira        | KTM         | 22      | +0.827    | 5        | 11     |
| 6               | 9   | Jorge Navarro          | Honda       | 22      | +0.913    | 3        | 10     |
| 7               | 32  | Isaac Viñales          | Husqvarna   | 22      | +8.871    | 20       | 9      |
| 8               | 5   | Romano Fenati          | KTM         | 22      | +8.917    | 13       | 8      |
| 9               | 41  | Brad Binder            | KTM         | 22      | +11.068   | 18       | 7      |
| 10              | 65  | Philipp Öttl           | KTM         | 22      | +14.968   | 9        | 6      |
| 11              | 88  | Jorge Martín           | Mahindra    | 22      | +16.596   | 15       | 5      |
| 12              | 55  | Andrea Locatelli       | Honda       | 22      | +17.340   | 19       | 4      |
| 13              | 31  | Niklas Ajo             | KTM         | 22      | +19.086   | 8        | 3      |
| 14              | 20  | Fabio Quartararo       | Honda       | 22      | +19.320   | 7        | 2      |
| 15              | 6   | María Herrera          | Husqvarna   | 22      | +19.366   | 14       | 1      |
| 16              | 95  | Jules Danilo           | Honda       | 22      | +22.257   | 22       |        |
| 17              | 19  | Alessandro Tonucci     | Mahindra    | 22      | +23.345   | 24       |        |
| 18              | 10  | Alexis Masbou          | Honda       | 22      | +26.414   | 23       |        |
| 19              | 11  | Livio Loi              | Honda       | 22      | +27.080   | 29       |        |
| 20              | 21  | Francesco Bagnaia      | Mahindra    | 22      | +36.956   | 17       |        |
| 21              | 12  | Matteo Ferrari         | Mahindra    | 22      | +37.895   | 31       |        |
| 22              | 24  | Tatsuki Suzuki         | Mahindra    | 22      | +37.946   | 28       |        |
| 23              | 22  | Ana Carrasco           | KTM         | 22      | +38.088   | 34       |        |
| 24              | 63  | Zulfahmi Khairuddin    | KTM         | 22      | +53.346   | 33       |        |
| 25              | 2   | Remy Gardner           | Mahindra    | 22      | +1:02.762 | 25       |        |
| 26              | 58  | Juan Francisco Guevara | Mahindra    | 22      | +1:16.487 | 16       |        |
| 27              | 29  | Stefano Manzi          | Mahindra    | 21      | +1 Vuelta | 27       |        |
| 28              | 16  | Andrea Migno           | KTM         | 21      | +1 Vuelta | 21       |        |
| Ret             | 98  | Karel Hanika           | KTM         | 19      | Caída     | 12       |        |
| Ret             | 40  | Darryn Binder          | Mahindra    | 17      | Retirado  | 30       |        |
| Ret             | 17  | John McPhee            | Honda       | 9       | Caída     | 11       |        |
| Ret             | 76  | Hiroki Ono             | Honda       | 6       | Caída     | 10       |        |
| Ret             | 84  | Jakub Kornfeil         | KTM         | 0       | Caída     | 26       |        |
| Ret             | 91  | Gabriel Rodrigo        | KTM         | 0       | Caída     | 32       |        |
| Reporte Oficial |     |                        |             |         |           |          |        |